# Lucila Luciani de Pérez Díaz
Lucila Luciani de Pérez Díaz (Maracaibo, Venezuela, 21 de enero de 1882-Caracas, Venezuela, 8 de marzo de 1971) fue una historiadora, música y feminista venezolana. Fue la primera mujer directora de la Escuela Normal de Maestros, sirvió como bibliotecaria del Ministerio de Asuntos Exteriores y se convirtió en subdirectora de la Biblioteca Nacional. Fue la primera mujer aceptada en la Academia Nacional de Historia y fue delegada de Venezuela para el cuerpo inaugural de la Comisión Interamericana de Mujeres. Fue una de las fundadoras del movimiento feminista en Venezuela y publicó la revista feminista Iris.

## Biografía
Hija de Juan Nepomuceno Luciani y Casimira Eduardo, y hermana del Dr. Domingo Luciani recibió su educación en Venezuela, Estados Unidos y Francia, y aprendió violín y piano con instructores renombrados como Ramón Delgado Palacios. Tocó en el extranjero en conciertos privados y públicos, y regresó en 1909 a Venezuela para casarse con el dermatólogo pionero Manuel Pérez Díaz, con quien tuvo ocho hijos.
Luciani empezó su carrera escribiendo artículos históricos y feministas, críticas literarias y ensayos para revistas y diarios. Publicó varias historias cortas y en 1919 publicó su primer libro, La batalla de Boyacá: su importancia militar y política, que ganó el premio de la Academia de Historia de Venezuela a principios de los años veinte.
En 1928, cuando la Comisión Interamericana de Mujeres (CIM) se fundó, Luciani fue designada una de los miembros inaugurales. Doris Stevens quien había propuesto que la comisión investigara la disparidad de las leyes que afectan a las mujeres en las Américas, fue designada como presidenta y los otros seis países fueron seleccionados por sorteo. Los países escogidos fueron Argentina, Colombia, El Salvador, Haití, Panamá, y Venezuela; las delegadas nombradas fueron:
- Ernestina A. López de Argentina.
- María Elena de Hinestrosa de Colombia.
- María Alvárez de Guillén Rivas de El Salvador.
- Alice Téligny Mathon de Haití.
- Clara González, de Panamá.
- Luciani, de Venezuela.[5]

Ese mismo año empezó a publicar Iris: revista de acción social y fue su directora hasta 1941. La revista feminista se publicó conjuntamente con la Unión de Damas de la Acción Católica, de la cual Luciani fue fundadora y su primera presidenta.
Cuándo su esposo murió en 1931, Luciani se convirtió en el único soporte de su familia y empezó enseñar. Entre 1934 y 1935 enseñó en la Escuela Normal para Maestras y en 1936 se convirtió en su primera directora. Aquel mismo año, sirvió también como directora del Colegio Cháves y trabajó como bibliotecaria en el Ministerio de Asuntos Exteriores. En 1939 fue nombrada subdirectora de la Biblioteca Nacional y en 1940, fue galardonada con el primer puesto (número 10) en la Academia Nacional de Historia, que hasta el momento nunca había sido otorgado a una mujer.
Representó a Venezuela en varias conferencias internacionales. Además de su trabajo investigativo con el CIM, Luciani atendió el Congreso Internacional de la Unión de Mujeres Católicas en Santiago de Chile en 1936. En 1941, fue nombrada como el primera presidenta de la Conferencia Católica de Venezuela y en 1945 sirvió en la delegación de Venezuela en la conferencia de San Francisco, la cual resultó en la fundación de las Organización de las Naciones Unidas.

## Trabajos seleccionados
- La batalla de Boyacá: su importancia militar y política. Caracas: Tip. Cultura venezolana. 1919. OCLC 15023788.
- Luciani de Peréz Díaz, Lucila (1929). «Miranda: precursor do feminismo». Revista Feminina (en portugués) (São Paulo, Brasil: Empresa Feminina Brasileira do São Paulo). Anno XVI (176): 30-32. Archivado desde el original el 10 de junio de 2017. Consultado el 10 de diciembre de 2016.Anno XVI (176): 30–32.
- Bolivianas; ensayos históricos: homenaje al Libertador en el sesquicentenario de su natalicio. Caracas: Editorial "Elite". 1933. OCLC 253124751.
- Lecciones de Catecismo, o el Catecismo [i.e. "Catecismo de la Doctrina Cristiana" ] enseñado a los niños por una madre. Caracas: Editorial Venezuela. 1939. OCLC 561018892.
- Discursos pronunciados en la recepcion de la Senora Lucila Luciani de Perez Diaz como individuo de numero de la Corporacion. Cáracas: Tipografia Americana. 1940. OCLC 83566716.
- Miranda: su vida y su obra. Caracas: Comandancia General de la Marina. 1968. OCLC 2100272.
- Páginas sueltas. Caracas: Academia Nacional de la Historia. 1970. OCLC 253636688.
- Catálogo de libros de la exposición catequística: con un estudio histórico y bibliográfico. Cuernavaca, México: Centro Intercultural de Documentación de Biblioteca Nacional de Venezuela. 1970. OCLC 253781145.
- Seis ensayos sobre Bolívar. Caracas: Editorial Laude. 1975. OCLC 254013111.
- Historia mínima. Caracas: BanCaribe. 2006. ISBN 978-980-12-2051-0.